# ملی‌گرایی زازا
ناسیونالیسم زازا یا زازایسم نوعی ناسیونالیسم سیاسی است که استدلال می کند زازاها ملتی جدا از ترک ها و کردها هستند و از هویت و وحدت فرهنگی زازاها حمایت می کنند. زازاها, با جمعیتی حدود ۲ تا ۳ میلیون نفر، چهارمین گروه قومی بزرگ ترکیه را پس از ترک ها، کردها و عرب ها تشکیل می دهند. در پژوهش از جمله زازاها نشان داده شد که اکثریت زازاها خود و زبانشان را زازا و زازاکی تعریف می کنند, جدا از کردها و کردی.

## تاریخ
مهاجرت به اروپا و توسعه فرصت های ارتباطی در ترکیه، زازاها را قادر ساخت تا به منابع و آثار علمی در مورد خود دسترسی پیدا کنند و متعاقباً هویت زازا ابتدا در میان زازاهای اروپا و سپس در بین زازاهای ترکیه تقویت شد.پس از مهاجرت، دیاسپورای زازا در اروپا در دهه 1980 یک احیای فرهنگی و ادبی را تجربه کرد. در این مرحله، تلاش ناسیونالیست های کرد برای جلوگیری از انتشار نشریات به زبان زازا در اروپا، فشار شدید آنها بر این موضوع و مخالفت آنها با زبان نوشتاری زازا، ناسیونالیسم زازا را توسعه داد. عامل مهم دیگر این است که زازاها در اروپا به زبان مادری خود یعنی زازاکی تسلط بیشتری یافته اند و همین امر نیز زمینه مناسبی را برای توسعه ناسیونالیسم زازا ایجاد کرده است. در عین حال، مطالعات علمی در مورد زازاها ثابت کرده است که زازاها یک قوم جداگانه و زازاکی یک زبان جداگانه است و دانشگاهیان مانند مکنزی، مینورسکی، کارل هادانک به طور قطع ثابت کرده اند که زازاها گویش کردی نیست. اینها نیز تعیین کننده توسعه هویت زازا هستند. در واقع، هادانک که اولین دستور زبان علمی جامع زازاکی را نوشت و جایگاه علمی زازاکی را در سال 1932 تعیین کرد، اظهار داشت که زبان‌شناس کردی جلادت بدیر خان مانع کار او شد و علاقه زیاد او به زازاکی مورد استقبال قرار نگرفت, توسط بدرخان.
علیرغم فشارهای شدید ناسیونالیست های کرد، زازا نویسان در اروپا توانستند نشریاتی به زبان زازا منتشر کنند. در این دوره، انتشار مجلات کاملاً به زبان زازا، مانند آیره (۱۹۸۵) و پیا (۱۹۸۸) که در اروپا توسط نویسنده زازا ابوبکیر پاموکچو منتشر می شد، به توسعه هویت زازا کمک کرد.پاموکچو اظهار داشت که زازاها مردمی جداگانه هستند که هویت آنها مدتهاست که هم از سوی دولت و هم از سوی کردها رد شده است. واره، مجله دیگری که از سال 1992 شروع به انتشار کرد، در مقدمه این مجله آمده است: "واره مجله زبان و ادبیات زازا است که به زبان های آلمانی و ترکی و همچنین زازاکی منتشر می شود. علاوه بر این، ما نیز خواهیم داشت. آثار مورخان و سیاحان و زبان شناسان بین المللی را که در زازاکی و زازاها گردآوری کرده ایم، ابتدا به زبانی که به آن نوشته شده و سپس به همان زبان منتشر کنید. با ترجمه زازاکی و ترکی آن را منتشر خواهیم کرد.» بیانیه گنجانده شده است.
در ترکیه، کنار گذاشتن سیاست‌های با هدف جذب اقلیت‌ها و توسعه فرصت‌های ارتباطی و دسترسی زازاها به منابع و آثار علمی درباره خود، امکان توسعه ناسیونالیسم زازا را فراهم کرد. انجمن های زبان و فرهنگ زازا گسترده شدند، فدراسیون انجمن های زازا تأسیس شد و با تأسیس حزب زمان دموکراسی (DEZA PAR)، هویت زازا بیشتر مورد استقبال قرار گرفت. در سال ۲۰۱۳، دپارتمان‌های زبان و ادبیات زازا در دانشگاه بینگول و دانشگاه مونزور تأسیس شدند. مطالعات مربوط به هویت زبانی زازاها در دپارتمان های زبان و ادبیات زازا انجام می شود. I. سمپوزیوم بین المللی زبان زازا که توسط دانشگاه بینگول در سال ۲۰۱۱ و دوم برگزار شد. با برگزاری سمپوزیوم بین المللی تاریخ و فرهنگ زازا، بسیاری از موضوعات در زمینه زبان زازا مورد توجه قرار گرفت و بسیاری از موضوعات در مورد زبان زازا در دستور کار قرار گرفت.
از سوی دیگر، ناسیونالیست‌های کرد تلاش کردند تا هم از ایجاد دپارتمان‌های زبان و ادبیات زازا و هم از فعالیت‌های مرتبط با زبان و فرهنگ زازا جلوگیری کنند, فعالیت های فرهنگی سازماندهی شده توسط زازاها در اروپا مورد حملات واقعی گروه های ناسیونالیست کرد قرار گرفته است, در نشست گروه های اقلیت که توسط اتحادیه اروپا در استانبول برگزار شد، سخنرانی های شرکت کنندگان زازا توسط گروه های ناسیونالیست کرد مسدود شد, جنبش زازاها هدف قرار گرفت و پ ک ک اقدامات خود را علیه زازاها تشدید کرد و به غیرنظامیان و سیاستمداران زازا حمله کرد. تجار و غیرنظامیان زازا ربوده و کشته شدند، کارگاه های ساختمانی در منطقه زازا سوزانده شدند، کارگران ربوده شدند و سیاستمداران برجسته زازا اعدام شدند. 

## تأثیر بر سیاست ترکیه
رجب طیب اردوغان رئیس جمهور ترکیه زازاها و کردها به طور جداگانه اشاره کرد. او در راهپیمایی بینگول با بنر «به سرزمین زازاها خوش آمدید» مورد استقبال قرار گرفت و ضمن ذکر فهرستی از عناصر قومی ترکیه در این راهپیمایی ها، زازاها را نیز در میان گذاشت. او در سخنرانی درباره صلاح‌الدین دمیرتاش خطاب به صلاح‌الدین دمیرتاش گفت: «تو هم زازا هستی». در همان زمان، او جودت یلماز، زازا الاصل، متولد بینگول را به عنوان معاون رئیس جمهور منصوب کرد.
نماینده حزب جمهوری خلق ترکیه حسین آیگون گفت: "زازاها از نظر نژادی کرد نیستند."
مرال آکشنر، رهبر حزب خوب در کنگره دیاربکر حزب خود گفت: کردها، ترک ها و زازاها حزب İyi را تأسیس کردند.
احمد داووداوغلو، رهبر حزب آینده و نخست وزیر سابق، زازاها را در فهرستی از عناصر قومی ترکیه در راهپیمایی های خود قرار داد. «...همانطور که در سپاه آلپاسلان، قبایل ترک، اقوام کرد، قبایل زازا، همه اقوام آناتولی در کنار هم بودند...»، «...چون دلیرمردان زازا، ترکمن و کرد نیز با ما هستند. ...» در اظهارات خود گفت. از زازاها هم یاد کرد.
رهبر حزب دموکراسی و پیشرفت و وزیر اقتصاد سابق علی باباجان و رهبر حزب رفاه مجدد فاتح اربکان (پسر  نجم‌الدین اربکان) نیز به طور جداگانه درباره زازاکی و زازا صحبت کردند. باباجان گفت: آهنگ های کردی، ترکی، زازاکی و آهنگ های عربی با همین فرصت ها در همان صحنه ها خوانده می شود. او هنگام شمارش زبان‌های رایج در ترکیه، زازاکی را نیز وارد کرد.اربکان به همین ترتیب گفت: «ما این تلاش‌ها را انجام می‌دهیم تا 85 میلیون نفر از جمله ترک، کرد، عرب، چرکس و زازا را در آغوش بگیریم و خدماتی را که شایسته ملت عزیزمان است ارائه دهیم.»
دلاور ارن رهبر حزب زمانه دمکرات که توسط کردهای زازاها بنیان گذاشته شد. در مصاحبه ای دربارهٔ دلیل تأسیس حزب گفت که زازاها در گذشته با نام ترک‌های کوهی شناخته می‌شدند.. 

## مخالفان
اگرچه اکثریت زازاها خود و زبانشان را زازا و زازاکی جدا از کردی تعریف می کنند و زازاکی از نظر علمی به عنوان زبانی جدا از کردی پذیرفته شده است، حزب دموکراتیک خلق‌ها زازاها را در میان مردم کرد می دانست و زازاکی را گویش کردی می دانست. صلاح الدین دمیرتاش که خود از زازاهای سنی مذهب بود، خود را کرد تعریف کرد و از زازاکی به عنوان گویش کردی یاد کرد. تعدادی از کردهای زازا همچون صلاح‌الدین دمیرتاش با ملی‌گرایی زازا مخالف اند.بعضی از بنیادهای کرد و بین‌المللی وجود ارتباطی بین ابوبکر پامکو بنیان‌گذار ملی‌گرایی کردهای زازا و سازمان‌های اطلاعاتی ترکیه را حدس می‌زنند. جنبش‌های ملی‌گرایی زازاها توسط نهادهای اطلاعاتی ترکیه به منظور ایجاد تفرقه بین کردهای ترکیه حمایت می‌شوند. پامکو همچنین به ارتباط با نهادهای اطلاعاتی ترکیه متهم شده بود بعضی بر این عقیده هستند که هدف این جنبش جدا کردن کردهای زازاها از سایر کردها است.عبدالله اوجالان رهبر حزب کارگران کردستان جنبش‌های زازاها را به ابزاری برای ضعیف کردن هوشیاری کردها متهم کرده و اظهار کرده سازمان اطلاعات و امنیت ملی پشت این جنبش‌ها است.